# NGC 5745/1
NGC 5745/1 је спирална галаксија у сазвежђу Вага која се налази на NGC листи објеката дубоког неба.
Деклинација објекта је - 13° 56' 48" а ректасцензија 14h 45m 1,8s. Привидна величина (магнитуда) објекта NGC 5745 износи 13,4 а фотографска магнитуда 14,3. NGC 57451 је још познат и под ознакама MCG -2-38-4, VV 98, NPM1G -13.0456, IRAS 14423-1344, PGC 52669.